# Meda (Togo)
Pour les articles homonymes, voir Meda.
Meda (Togo) est une petite ville du Togo située dans la préfecture de Bassar, dans la région de la Kara

## Géographie
Meda est situé à environ 45 km de Kara.

## Vie économique
- Marché paysan tous les mardis

## Lieux publics
- École primaire